# Провінція Хідака
Провінція Хідака (яп. 日高国 — хідака но куні, «країна Хідака») — історична провінція Японії на острові Хоккайдо, яка існувала з 1869 по 1882. Відповідає сучасній області Хідака префектури Хоккайдо.

## Повіти провінції Хідака
- Міцуісі 三石郡
- Ніїкаппу 新冠郡
- Самані 様似郡
- Сару 沙流郡
- Сідзунаі 静内郡
- Уракава 浦河郡
- Хороідзумі 幌泉郡